# Christian Piot
Christian Piot (* 4. Oktober 1947 in Ougrée, Wallonien) ist ein ehemaliger belgischer Fußballtorwart.

## Karriere

### Vereine
Piot begann in seinem Heimatort mit dem Fußballspielen und wechselte als Jugendspieler zu Standard Lüttich, wo er seine gesamte Spielerkarriere als Profi verbrachte. Mit Lüttich gewann er von 1969 bis 1971 dreimal in Folge die belgische Meisterschaft.
Von 1969 bis 1978 bestritt er 305 Ligaspiele, in denen er neun Tore durch verwandelte Elfmeter erzielte. 1972 wurde Piot mit dem Goldenen Schuh als bester belgischer Fußballer des Jahres ausgezeichnet.
Nach seiner aktiven Karriere war Piot einige Jahre u. a. für seinen Stammverein Standard Lüttich als Torwarttrainer tätig.

### Nationalmannschaft
Piot nahm an der Weltmeisterschaft 1970 in Mexiko teil und schied dort mit dem belgischen Team in der Vorrunde aus. Bei der Europameisterschaft 1972 im eigenen Land wurde er Dritter.
Zwischen 1969 und 1977 bestritt Piot 40 Länderspiele für die „Roten Teufel“, in denen er einen Strafstoß verwandelte.

## Erfolge
- 3× Belgischer Meister (1969, 1970, 1971)

## Auszeichnungen
- Belgiens Fußballer des Jahres 1972